# Silvester Lavrík
Silvester Lavrík (ur. 24 stycznia 1964 w Spišským Štiavniku) – słowacki pisarz, poeta,  reżyser teatralny i radiowy, dramaturg, scenarzysta.
Po ukończeniu studiów  na Uniwersytecie P.J. Šafárika pracował jako nauczyciel języka i sztuki słowackiej w Preszowie. Później studiował reżyserię teatralną na Akademii Sztuk Scenicznych w Bratysławie.
Redaktor naczelny Rádia Devín; menedżer Rádia Klasika oraz Rádia Litera, wchodzących w skład publicznego nadawcy Słowackiego Radia i Telewizji w Bratysławie.

Społeczeństwo często wypycha swoich członków na margines albo pozwala na to, by zapadli się w nicość. Do tego, żeby człowiek stał się wyrzutkiem, nie trzeba wiele, wystarczy, by nie grał w piłkę, kiedy dla kolegów ze szkoły nie istnieje nic innego poza futbolem. Silvester Lavrík

## Proza
- Allegro barbaro (2002, 1 wydanie)
- Slovensko v lete – záznam letného putovania s Mikulášom Dzurindom (2004, 1 wydanie)
- Villa Lola (2004, 1 wydanie)
- Sex po slovensky 2. Dvojpohlavná poviedková antológia o sexe (2005, 1 wydanie)
- Zlodeji (2005, 1 wydanie)
- Perokresba (2006, 1 wydanie)
- Miniromány (2009, 1 wydanie)
- Päť x päť (2011, 1 wydanie)
- Zu (2011, wydanie polskie Fundacji im. Tymoteusza Karpowicza)
- Naivné modlitby (2013, 1 wydanie)
- Nedeľné šachy s Tisom (2016, 1 wydanie)[2]
- Ester a Albatros pod pseudonimem Hana Náglik
- Ester a Turáci pod pseudonimem Hana Náglik

## Dramaty
- Katarína (1996)
- Posledný letný deň (1998)
- Uschni, láska moja (1998)
- Alžběta Báthoryová (1999)
- Edgar sweden psem (1999)
- Svety za dedinou (1999)
- Sota (2001)
- Valašské remazúry (2001)
- Žltá, žltá ľalia (2003)
- Hry (2007, 1 wydanie)[2]